# Goffredo Alberti
Goffredo Alberti (Toscana, ca. 1803-1142/1143), també anomenat Gottifredo o Gotifredo, va ser un noble i religiós italià. Fill del comte de Prato, va ser bisbe de Florència.
Va néixer vers el 1083, fill d'Alberto II, comte de Prato, i de la seva muller Sofia. Orientat a la carrera eclesiàstica, val a dir que els vincles de la seva família amb l'Església s'havien enfortit a través de diverses donacions. La seva família era una de les famílies en ascens a la regió, en detriment d'altres que estaven desapareixent, i mostra d'això el 1113 va esdevenir bisbe de Florència, a la mort de l'anterior, Ranieri. El nomenament va suscitar queixes entre el clergat florentí, qualificant-lo de maniobra política basada en la simonia, i que, tanmateix, no van ser escoltades pel papa Pasqual II. Atès que els bisbes quedaven fora del poder comtal, les famílies van intentar eixamplar la seva jurisdicció i feus a través d'aquesta maniobres i, de fet, durant els trenta anys que va ocupar el càrrec sembla que no va fer sinó enfrontar-se amb els ciutadans florentins. Goffredo va ocupar el càrrec fins a la seva mort, situada el 1042 o 1043.